# 日本環境設計
日本環境設計（にほんかんきょうせっけい、Japan Environment PLANning〈JEPLAN〉）とは、リサイクル事業を展開する日本のベンチャー企業である。事業内容は自社ブランドであるBRING 製品の製造・販売、服の回収・リサイクル、企業と連携したあらゆるもの(プラスチック等)を循環させるプロジェクトの企画・運営、PETケミカルリサイクル技術ライセンス、再生PET樹脂販売。
世界唯一のケミカルリサイクル技術を有する。
独自の技術でテキスタイルtoテキスタイル、ボトルtoボトルのリサイクルを実現している。
2022年6月1日に社名を株式会社JEPLANに変更。日本環境設計株式会社は旧社名。

## 沿革
- 2007年1月 - 岩元美智彦（現取締役執行役員会長）と髙尾正樹（現代表取締役執行役員社長）により東京都渋谷区に会社を設立。
- 2007年4月 ‐ ユニフォームリサイクルに関するコンサルティング事業開始。
- 2008年6月 - 大阪大学との共同研究で綿繊維からバイオエタノールを生成する技術開発に成功。
- 2009年1月 - ECO JAPAN CUP 2008にて三井住友銀行賞を受賞。
- 2009年5月 ‐ 愛媛県今治市にて、綿繊維からバイオエタノールを生産するベンチスケールプラントが竣工、稼働開始。
- 2010年1月 - NTTドコモと共同で携帯電話等のE-waste(電子廃棄物)リサイクル技術開発を開始。
- 2010年4月 - 愛媛県今治市にて、綿繊維からバイオエタノールを生産する賞型商用プラントが竣工、操業開始。
- 2010年5月 - 愛媛県今治市にて、携帯電話等のE-wasteリサイクルベンチスケールプラントが竣工、稼働開始。
- 2010年6月 - 店頭などで回収した衣料でバイオエタノールなどを生成する「FUKU-FUKUプロジェクト」(現:BRING)を開始。
- 2011年6月 - 本社を東京都千代田区に移転。
- 2011年11月 - 愛媛県今治市にて、携帯電話をリサイクルする小型商用プラントが竣工、操業開始。
- 2012年2月 - 2018年2月　環境省プラスチック等の効率的な回収システムの構築及び再資源化ビジネス支援事業の採択を受け、店頭などで回収したおもちゃや文具などに含まれるプラスチックをリサイクルするPLA-PLUS プロジェクトを開始。
- 2015年10月 - NBCユニバーサル・エンターテイメントジャパン合同会社との共同で、映画「バック・トゥ・ザ・フューチャー」30周年アニバーサリーFUKU-FUKU×BTTF　GO！デロリアン走行イベントを開催[2][3]。デロリアンは日本環境設計が店頭回収した衣料で作ったバイオエタノールを3%混合した燃料で走行した。
- 2016年11月 - 北九州響灘工場第１期事業工場竣工。
- 2017年1月 - FUKU-FUKUプロジェクトブランドとPLA-PLUSプロジェクトブランドを統合し「BRING」ブランド開始。
- 2017年11月 - 北九州響灘工場第２期事業工場竣工
- 2018年2月 - 服から服をつくるサーキュラーエコノミーを実現するBRING Tシャツ販売開始。
- 2018年4月 - ペットリファインテクノロジー株式会社の全株式譲受が完了、完全子会社となる。
- 2019年9月 - 株式会社毎日新聞社主催「2019年（第37回）毎日ファッション大賞」において「特別賞」を受賞。
- 2020年4月 - 「BRING」のサーキュラーエコノミーD2Cを開始。
- 2021年2月 - JAL主催：国内初となる国産バイオジェット燃料フライトイベント「10万着で飛ばそう！JALバイオジェット燃料フライト」に参加。
- 2021年4月 - 本社を神奈川県川崎市に移転。
- 2021年10月 - ペットリファインテクノロジー株式会社の川崎工場が本格稼働開始。
- 2021年11月 - D2Cブランド「BRING」のリアルショップ「BRING EBISU」がオープン。
- 2022年6月 - 社名を株式会社JEPLANに変更。日本環境設計株式会社は旧社名。読み方はジェプラン。

## 主な事業
- BRING（旧:FUKU-FUKU）プロジェクト - 店頭などで回収した衣料のリサイクル。
- BRING - 自社ブランドであるBRING製品の製造・販売
- BRING PLA-PLUS プロジェクト - 店頭などで回収したおもちゃや文具などのリサイクル。
- 企業と連携したあらゆるもの(プラスチック等)を循環させるプロジェクトの企画・運営
- PETケミカルリサイクル技術ライセンス
- 再生PET樹脂販売
- ユニフォームリサイクルに関するコンサルティング事業 等

## 拠点
- 本社 - 〒210-0867 神奈川県川崎市川崎区扇町12-2
- 北九州響灘工場 - 〒808-0021 福岡県北九州市若松区響町1-120-6
- 子会社　ペットリファインテクノロジー株式会社‐ 〒210-0867 神奈川県川崎市川崎区扇町12-2
- 現在閉鎖（今治第一工場 - 〒794-0813 愛媛県今治市衣干町4-2-25）
- 現在閉鎖（今治第二工場 - 〒794-0801 愛媛県今治市東鳥生町5-20）

## テレビ番組
- 日経スペシャル ガイアの夜明け シリーズ「進化するリサイクル」第1弾 古着が宝の山となる日（2009年11月17日、テレビ東京）[4]。- エタノール製造の軌跡に密着。